# Holandská nemoc (hospodářství)
Holandská nemoc je v ekonomii označení paradoxu, kdy snadné zisky z přírodních zdrojů a jejich vývozu vedou k výraznému zhodnocení měny, což oslabí domácí sekundární sektor a v důsledku i celé národní hospodářství, které se stane závislým na výkyvech mezinárodní ceny hlavní vyvážené komodity. Jedná se o jeden z problémů tvořících prokletí přírodních zdrojů.
S označením holandská nemoc přišel v roce 1977 týdeník The Economist při popisu potíží nizozemského hospodářství, které postihla holandská nemoc po objevení Groningenského ložiska zemního plynu v roce 1959.
Po zahájení těžby stoupl export zemního plynu, v důsledku toho začal velký zájem ze zahraničí o nákup guldenů. Posílení domácí měny mělo negativní vliv na ostatní sektory ekonomiky a propad investic, například nezaměstnanost stoupla z 1,1 % v roce 1970 na 5,1 % v roce 1977..
Další příklady onemocnění holandskou nemocí jsou Venezuela, Rusko nebo Norsko. Všechny v důsledku těžby ropy a zemního plynu.